# Związek Szlachty Zagrodowej
Związek Szlachty Zagrodowej – polska organizacja społeczna, powołana oficjalnie 13 lutego 1938.
Do zadań organizacji należało roztoczenie opieki nad polską drobną szlachtą kresową, która nie zatraciła jeszcze polskiej narodowości, oraz repolonizacja tych, którzy już ją utracili.

## Historia
Do organizowania pierwszych kół wiejskich przystąpiono w 1935. W 1936 roku utworzono Komitet ds. Szlachty Zagrodowej, który w następnym roku doprowadził do Zjazdu we Lwowie.
W dniu 17 października 1937 we Lwowie odbył się Zjazd Szlachty Zagrodowej. W Teatrze Wielkim zebrało się około czterech tysięcy delegatów kół szlacheckich. Postanowiono utworzyć Związek Szlachty Zagrodowej, powołano komisję do opracowania statutu i programu działalności.
Formalnie Związek powstał 13 lutego 1938 na Zjeździe Ogólnym Szlachty Zagrodowej w Przemyślu. W Zjeździe wzięły udział osoby wspierające działalność Związku: gen. bryg. Janusz Głuchowski (wiceminister spraw wojskowych), gen. bryg. Wacław Scaevola-Wieczorkiewicz (dowódca X Okręgu Korpusu w Przemyślu) oraz wojewoda stanisławowski Stefan Pasławski i wicewojewoda lwowski Chmielewski.
Przyjęty został statut zatwierdzony przez wojewodę lwowskiego. Utworzono Radę Naczelną i Zarząd Główny z siedzibą w Przemyślu. Na prezesa Związku wybrano księdza dziekana Antoniego Miodońskiego, kapelana 5 Pułku Strzelców Podhalańskich. W dniu 24 czerwca 1938 protektorat nad Związkiem Szlachty Zagrodowej objął marszałek Edward Śmigły-Rydz.

## Działalność

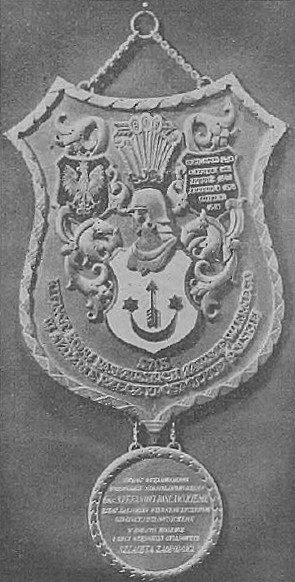
Pamiątkowy ryngraf Szlachty Zagrodowej dla Stefana Pasławskiego (1939)

Do Związku Szlachty Zagrodowej Podkarpacia należało w lutym 1939 41 tys. członków w 450 kołach, działało 28 zarządów powiatowych. Działalność rozszerzyła się szybko na Wołyń i Polesie. Na początku 1939 powołany został Związek Szlachty Zagrodowej na Wołyniu. W Łucku rozpoczęto wydawanie dwutygodnika "Pobudka Wołyńska". Powstały pierwsze koła Związku Szlachty Zagrodowej na Polesiu.
Związek Szlachty Zagrodowej starał się, aby ludność polska miała dobrą opiekę duszpasterską. Budowano i wyposażano kościoły. W kilkunastu miejscowościach szlachta zagrodowa wybudowała domy ludowe, w których działały świetlice, sale teatralne, sklepiki spółdzielcze. Związek organizował różne kursy, np. kierowników świetlic, sekretarzy kół, kursy gospodarstwa domowego oraz kroju i szycia, fundował stypendia gimnazjalne i licealne.
W wojsku utworzono kompanie szlacheckie, najwcześniej w 5 Pułku Strzelców Podhalańskich w Przemyślu.
W lipcu 1938 utworzono Fundusz Pożyczkowo-Zapomogowy udzielający pożyczek na cele gospodarcze, jak kupno narzędzi rolniczych, nawozów sztucznych, nasion, uruchomienie warsztatu. Związek Szlachty Zagrodowej Podkarpacia dopomógł zorganizować kilkadziesiąt sklepów prywatnych, spółdzielczych i kółek rolniczych.
Zarząd Główny ZSZ przyznawał Honorową Odznakę Związku Szlachty Zagrodowej.

## Piśmiennictwo
Wielką rolę w działalności Związku odegrało czasopismo "Pobudka", założone w 1935 przez Towarzystwo Rozwoju Ziem Wschodnich. Od roku 1935 ukazywało się w Turce nad Stryjem, w 1936 redakcję przeniesiono do Przemyśla. W roku 1937 "Pobudka" stała się dwutygodnikiem, a w następnym roku oficjalnym pismem Zarządu Głównego Związku Szlachty Zagrodowej. Nakład wynosił 13 tys. egzemplarzy, w 1939 zwiększono do 15 tys. Było to największe i najpopularniejsze pismo ludowe w Małopolsce Wschodniej. Od roku 1938 ukazywała się "Mała Pobudka" – pisemko dla dzieci i młodzieży. W czasie wakacji nakład "Małej Pobudki" zwiększano do 20 tys. egzemplarzy. Ukazało się także kilka broszur na temat historii szlachty zagrodowej na ziemiach południowo-wschodnich Polski. Wiele z nich miało także wydanie w języku ukraińskim, gdyż duża część szlachty zagrodowej nie znała języka polskiego,
Ferdynand Ossendowski napisał dwie powieści z życia szlachty zagrodowej: "Orły podkarpackie" i "Pod sztandarami Sobieskiego". Książki do bibliotek kół Związku przesyłali: Zofia Kossak, Maria Rodziewiczówna, Gustaw Morcinek, Kornel Makuszyński, Zygmunt Nowakowski, Ferdynand Ossendowski, Wacław Sieroszewski.
Rozwijająca się akcja repolonizacyjna na ziemiach południowo-wschodnich Rzeczypospolitej została przerwana przez wybuch wojny i okupację tych terenów przez ZSRR.